# Oastler Lake Provincial Park
Oastler Lake Provincial Park är en park i Kanada.   Den ligger i provinsen Ontario, i den sydöstra delen av landet, 300 km väster om huvudstaden Ottawa. Oastler Lake Provincial Park ligger 203 meter över havet.
Terrängen runt Oastler Lake Provincial Park är platt. Runt Oastler Lake Provincial Park är det mycket glesbefolkat, med 2 invånare per kvadratkilometer.. Närmaste större samhälle är Parry Sound, 6,6 km nordväst om Oastler Lake Provincial Park. 
I omgivningarna runt Oastler Lake Provincial Park växer i huvudsak blandskog.